# Клуб авангардистов (КЛАВА)
Клуб Авангардистов (КЛАВА) — первое формально зарегистрированное объединение неофициальных советских художников, основанное в феврале 1987-го года. Клуб известен тем, что в нём проводились концерты группы «Среднерусская возвышенность», выставки группы «Чемпионы Мира» и других художников позднего Концептуализма восьмидесятых годов. Объединение также известно своими акциями в Сандуновских банях и Бутырской тюрьме. Адрес клуба в Москве: Пересветов переулок д. 4.

## История
В условиях Перестройки группа неофициальных художников из Москвы решила создать организацию, которая позволила бы им выставлять свои произведения. Например, Андрей Монастырский следующим образом отзывался о назначении и названии Клуба Авангардистов.
Монастырский в интервью порталу Artузел:

Это было частное предприятие нескольких друзей, решивших устроить клуб, поскольку появилась возможность устраивать выставки в муниципальном зале на Автозаводской…
— Интервью "В поле зрения", 2015

Я не воспринимал КЛАВУ, как серьёзное объединение. Всякий авангард — это тяжелый военный модернизм. А у нас был «Клуб авангардистов» — легкое, дачное состояние. И само название «Клуб авангардистов» — это комическое сочетание, бредовое, понимаете? Это все была ирония, конечно.
— говорил Монастырский в том же интервью.
В промежутке с 1987-ого по 1992-ый год участниками клуба были проведены акции и выставки в Бутырской тюрьме, Сандуновских банях, а также «Выставка в аду или Выставка жителей нижнего и верхнего мира» на пустыре в районе Орехово-Борисово.
В девяностых годах из-за обширных социальных, культурных и политических перемен активность клуба уменьшилась, но в 2000-м году его участниками было решено провести выставку в честь дня рождения объединения.
В здании клуба в Пересветовом переулке в данный момент до сих пор находится культурный центр «Галерея Пересветов Переулок» под эгидой Департамента Культуры города Москвы.